# تعزيز معتمد على الجسم المضاد

التعزيز المعتمد على الأجسام المضادة (بالإنجليزية: Antibody-dependent enhancement)‏، ويُسمى أحيانًا بشكل أقل دقة تعزيز المناعة أو تعزيز المرض، هو ظاهرة يعزز فيها ارتباط الفيروس بالأجسام المضادة شبه المثالية من دخول الفيروس إلى الخلايا المضيفة وتنسخه داخلها. تعمل الأجسام المضادة للفيروسات على تعزيز العدوى الفيروسية للخلايا المناعية المستهدفة عن طريق استغلال مستقبلات Fcγ البلعمية ومسار المتممة. بعد التفاعل مع الفيروس، يرتبط الجسم المضاد بمستقبلات Fc التي تحملها بعض الخلايا المناعية أو بعض بروتينات المتممة. ترتبط مستقبلات Fcγ بالجسم المضاد عبر المنطقة القابلة للتبلور (Fc). يسهل هذا التفاعل بلعمة مركب الجسم المضاد- الفيروس بواسطة الخلايا المناعية. تكون هذه البلعمة مصحوبة بتراجع الفيروس، ولكن في حالة التعزيز المعتمد على الأجسام المضادة، سيسير الأمر على النحو المعاكس، إذ سيؤدي ذلك إلى تكاثر الفيروس وموت الخلايا المناعية لاحقًا. بهذه الطريقة، يخدع الفيروس عملية البلعمة للخلايا المناعية ويستخدم الأجسام المضادة للمضيف كحصان طروادة. يتحفز التعزيز المعتمد على الأجسام المضادة عندما تكون قوة التفاعل بين الجسم المضاد والمستضد أقل من عتبة معينة. قد تؤدي هذه الظاهرة إلى زيادة العدوى والفوعة الفيروسية. تشترك الفيروسات المسببة للتعزيز المعتمد على الجسم المضاد في بعض السمات المشتركة مثل: تنوع المستضدات والقدرة على التكاثر والقدرة على البقاء في الخلايا المناعية. قد يحدث التعزيز المعتمد على الأجسام المضادة أثناء تطور عدوى فيروسية أولية أو ثانوية، وكذلك بعد التطعيم بفيروس لاحق. لوحظت هذه الظاهرة عند الإصابة بفيروسات الحمض النووي الريبي موجبة الاتجاه مثل: الفيروسات المصفرة كفيروس الضنك وفيروس الحمى الصفراء، وفيروس زيكا، وفيروسات كورونا بما في ذلك فيروسات ألفا وبيتا، والفيروسات المخاطية القويمة مثل الإنفلونزا، والفيروسات القهقرية مثل فيروس العوز المناعي البشري، والفيروسات الرئوية القويمة مثل الفيروسات التنفسية المخلوية البشرية.
تعتبر الآلية التي تتضمن بلعمة المجمعات المناعية عبر مستقبلات FcγRII / CD32 مفهومة بشكل أفضل مقارنةً بمسار المتممة. تعبر الخلايا الوحيدة والخلايا البلعمية الكبيرة وبعض فئات الخلايا التغصنية والخلايا البائية عن هذه المستقبلات. قد يعيق التعزيز المعتمد على الأجسام المضادة تطوير اللقاحات؛ فقد يتسبب اللقاح في إنتاج أجسام مضادة تؤدي -عبر التعزيز المعتمد على الأجسام المضادة- إلى تفاقم المرض الذي صُمَّم اللقاح للحماية منه. تعتبر هذه المسألة حاسمة في المراحل السريرية الأخيرة لتطوير لقاح كوفيد 19. تسببت بعض  اللقاحات التي تستهدف الفيروسات التاجية والفيروسات التنفسية المخلوية البشرية وفيروس حمى الضنك بظاهرة التعزيز المعتمد على الأجسام المضادة، ولهذا، توقف تطويرها أو استُخدِمَت في علاج المرضى الذين أصيبوا بهذه الفيروسات من قبل.

## في عدوى فيروس كورونا
اقتُرِح تسبب فيروسات كورونا ألفا وبيتا بظاهرة التعزيز المعتمد على الأجسام المضادة، على الرغم من عدم تسجيل دور واضح للتعزيز المعتمد على الجسم المضاد لدى المصابين بفيروس كورونا البشري حتى الآن. ومع ذلك، تفترض بعض الأبحاث ارتباط السارس ومتلازمة الشرق الأوسط التنفسية بالتعزيز المعتمد على الأجسام المضادة؛ وهذا يتجلى في عدوى الخلايا الوحيدة والبلعمية الكبيرة والخلايا البائية أثناء العدوى الأولية. اقتُرِحَ أيضًا دور التعزيز المعتمد على الأجسام المضادة في تطور كوفيد 19 من الشكل الخفيف إلى الشديد.

### الآلية
تقترح العديد من الفرضيات الطريقة التي يحدث فيها التعزيز المعتمد على الأجسام المضادة الناتج عن فيروسات كورونا، ومن المحتمل وجود أكثر من آلية واحدة. وبشكل عام، تلعب مستقبلات Fc دورًا مهمًا في ذلك. إن الآلية التي تتضمن تفاعل القسيم الفولفي لفيروسات كورونا مع مستقبلات FcγRII / CD32 للخلايا المناعية مدعومة بشكل جيد بالبيانات التجريبية. تشير البيانات إلى أن مركب الجسم المضاد- الفيروس/ مستقبلات- Fc يحاكي وظيفيًا المستقبل الفيروسي الذي يسمح بدخول الفيروس إلى الخلية المستهدفة CD32+. يسمح التعزيز المعتمد على الأجسام المضادة لسارس كوف بإصابة الخلايا البلعمية الكبيرة. تحفز الخلايا البلعمية الكبيرة المصابة بالفيروس الإنتروفيرون بيتا بشكل قليل أو لا تحفزه على الإطلاق، مما يشير إلى أن كبت الاستجابة المناعية يؤدي إلى تكاثر الفيروس غير المضبوط في خلايا الظهارة التنفسية.

### المستضدات الفيروسية
المحددات المستضدية
ثبت أن المحددات المستضدية لفيروسات السارس التاجية تسبب آثارًا معززة ومعدلة في الرئيسيات غير البشرية. ففي قرود المكاك الريسوسي، قامت ببتيدات البروتين إس ( S471-503 وS604-625 وS1164-119) بإثارة الأجسام المضادة التي تمنع العدوى بكفاءة. في المقابل، حفز الببتيد S597-603 أجسامًا مضادة عززت العدوى في المختبر وفي الجسم الحي. عززت الأجسام المضادة المُستهدِفة للبروتين إس والمُثبِّطة لمعظم أنواع فيروسات سارس كوف 1 من دخول الفيروس المتحور للخلايا المناعية.
قد تتضمن آلية التعزيز تفاعل الأجسام المضادة مع محددات مستضدية مطابقة في منطقة ربط الإنزيم المحول للأنجيوتنسين 2 الفيروسية. تعمل الأجسام المضادة التي تُعطِّل بروتينات إس البشرية لسارس كوف 1 على تعزيز الدخول للخلية بوساطة بروتينات إس المتكيفة لفيروس كورونا الذي يصيب الحيوانات البرية مثل قط الزباد. يوفر مجال ربط الإنزيم المحول للأنجيوتنسين 2 لبروتين إس السبيل للدخول الفيروسي المعتمد على التعزيز المعتمد على الأجسام المضادة. إن الاختلافات الخمسة في الأحماض الأمينية الواقعة بين الأحماض الأمينية 248 و501 في منطقة البروتين إس للفيروسات البشرية وفيروسات الزباد هي المسؤولة عن التعزيز المعتمد على الأجسام المضادة والألفة المميزة للإنزيم المحول للأنجيوتنسين 2 والحساسية للأجسام المضادة الحامية. قد يحدث التعزيز المعتمد على الأجسام المضادة بسبب الانسياق المستضدي للبروتين إس الذي يحدث نتيجةً لطفرات في الجين الذي يشفر هذا البروتين الفيروسي.
الغلكزة أو الارتباط بالغليكوزيل
تحتوي بروتينات إس الخاصة بسارس كوف 1 وميرس كوف وسارس كوف 2على عدة مواقع ارتباط بالغليكوزيل. لذلك، تبرز في هذه الفيروسات الغليكانات المرتبطة بالنتروجين من السطح البروتيني المثلوث. يمكن لدرع الغليكان تعديل الاستجابة المناعية الخلطية وحماية الفيروس من الأجسام المضادة عن طريق تقليل قدرتها الحامية. تؤثر سلاسل الكربوهيدرات البروتينية على ارتباط الأجسام المضادة بالمحددات المستضدية، وبالتالي يمكن أن تعزز تكوين معقدات منخفضة الألفة من الفيروسات والأجسام المضادة، وهذا قد يؤدي بدوره إلى التعزيز المعتمد على الأجسام المضادة. إضافةً إلى ذلك، قد تكون سلاسل الكربوهيدرات نفسها جزءًا من المحددات المستضدية، وبالتالي سيؤدي اختفائها في البروتين إلى انخفاض الألفة بين الجسم المضاد والمستضد؛ وهذا سيرفع احتمال حدوث التعزيز المعتمد على الأجسام المضادة.